# 原価即価値説
原価即価値説（げんかそくかちせつ）とは、原価の本質を、収益と合理的に対応するような財貨・用役の価値であるとする考え方である。
原価が会計測定の基礎として意味を持つのは、原価が取引財貨の価値を表しているからという立場によっている。
原価即価値説と原価即事実説とが共存可能なのは、原価＝価値という仮定が成立する場合であるが、ストックオプションについてはこの仮定が成立しておらず、二つの考え方が対立してしまって会計処理にゆらぎが生じている。